# Albert Vanhoye
Albert Vanhoye (Hazebroek, 24 juli 1923 – Rome, 29 juli 2021) was een Frans jezuïet en een kardinaal van de Katholieke Kerk.
Vanhoye trad toe tot de Jezuïeten in 1941 en studeerde aan verschillende colleges in Frankrijk en België en behaalde een doctoraat aan het Pauselijk Bijbel Instituut te Rome met een dissertatie over de structuur van de Brief aan de Hebreeën. Op 25 juli 1954 werd hij priester gewijd. Hij verbleef daarna enige tijd bij de Jezuïeten in Chantilly, maar werd al snel uitgenodigd om een leerstoel te aanvaarden aan het Pauselijk Bijbelinstituut.
Vanhoye was van 1963 tot 1998 verbonden aan het instituut. Als specialist op het gebied van de exegese van het Nieuwe Testament begeleidde hij de totstandkoming van 29 dissertaties. Hij was decaan van de faculteit Bijbelwetenschap (1969-1975), hoofdredacteur van het tijdschrift Biblica (1978-1984) en rector van het Instituut (1984-1990). Vanaf 1980 redigeerde hij de serie monografieën die onder de titel Analecta Biblica werden uitgegeven.
Tijdens het consistorie van 24 maart 2006 werd Vanhoye kardinaal gecreëerd; hij kreeg de rang van kardinaal-diaken. Zijn titeldiakonie werd de Santa Maria della Mercede e Sant'Adriano a Villa Albani. Vanwege zijn hoge leeftijd werd hij ontheven van de verplichting om tot bisschop gewijd te worden. Vanhoye kreeg op 20 juni 2016 de rang van kardinaal-priester. Zijn titeldiakonie werd pro hac vice zijn titelkerk.
Vanhoye overleed in 2021 op 98-jarige leeftijd.

## Trivia
- Kardinaal Vanhoye was ridder van Justitie in de Heilige Militaire Constantijnse Orde van Sint-Joris.
- Omdat kardinaal Vanhoye géén bisschop was, voerde hij ook geen bisschopsstaf in zijn wapen.
- Na het overlijden van kardinaal Roger Etchegaray op 4 september 2019 werd hij het oudste lid van het college van Kardinalen.

- Bibsys: 90130351
- Biblioteca Nacional de España: XX981116
- Bibliothèque nationale de France: cb11927651h (data)
- Catàleg d'autoritats de noms i títols de Catalunya: 981058608661906706
- CiNii: DA02663144
- Gemeinsame Normdatei: 109624483
- International Standard Name Identifier: 0000 0001 1677 9440
- Library of Congress Control Number: n85047928
- Nationale Bibliotheek van Tsjechië: uk2007384684
- Nationale bibliotheek van Australië: 35691380
- Nationale Bibliotheek van Israël: 987007303492505171
- Nederlandse Thesaurus van Auteursnamen: 075076063
- Istituto Centrale per il Catalogo Unico: CFIV014519
- LIBRIS: 99163
- Système universitaire de documentation: 027177009
- Trove: 1044501
- Virtual International Authority File: 79037393
- WorldCat: E39PBJkxH9m3yQHWRkdXMvBByd